# 17700 Oleksiygolubov
17700 Oleksiygolubov este o planetă minoră (asteroid), cu un diametru de 3,446 km, din centura de asteroizi. A fost descoperită pe 7 aprilie 1997 la Observatorul La Silla de Eric Walter Elst. 
Obiectul prezintă o orbită caracterizată de o semiaxă mare de 2,3212728 UAi, o excentricitate de 0,19, o înclinație de 8,49 ° în raport cu ecliptica.